# Шевији Лари
Шевији Лари (фр. Chevilly-Larue) насеље је и општина у Француској у региону Париски регион, у департману Долина Марне која припада префектури l'Haÿ-les-Roses.
По подацима из 2011. године у општини је живело 18.532 становника, а густина насељености је износила 4391,47 становника/km². Општина се простире на површини од 4,22 km². Налази се на средњој надморској висини од 90 метара (максималној 94 m, а минималној 83 m).

## Демографија
| 1962.  | 1968.  | 1975.  | 1982.  | 1990.  | 1999.  | 2011.  |
| ------ | ------ | ------ | ------ | ------ | ------ | ------ |
| 11.458 | 16.168 | 17.687 | 16.026 | 16.223 | 18.149 | 18.532 |

График промене броја становника у току последњих година